# Årås
Årås is een plaats in de Noorse gemeente Austrheim, provincie Vestland. Årås telt 560 inwoners (2007) en heeft een oppervlakte van 0,68 km².